# Patrick Makau Musyoki
Patrick Makau Musyoki (* 2. März 1985 in Manyanzwani, Kenia) ist ein ehemaliger kenianischer Langstreckenläufer, der sich auf Straßenläufe spezialisiert hatte. Er war von 2011 bis 2013 Inhaber des Weltrekords im Marathonlauf (2:03:38 h, aufgestellt beim Berlin-Marathon 2011).

## Karriere
Makau wuchs mit sechs Geschwistern auf; seine Eltern waren Kleinbauern. Er besuchte die Unyuani Primary School bis 1999 und danach die Kyeni Academy, wo er 2001 ernsthaft mit dem Laufsport begann. In den nächsten beiden Jahren qualifizierte er sich für die nationalen Schulmeisterschaften und wurde von Jimmy Muindi entdeckt, der sich nach Makaus Oberschulabschluss seiner annahm. Während es Makau zunächst nicht gelang, den Ansprüchen seines Mentors gerecht zu werden, schaffte er 2005 mit zwei Siegen bei Straßenläufen in Tansania und Kenia den Durchbruch.
2006 trat er zum ersten Mal außerhalb Afrikas an und gewann den Tarsus-Halbmarathon in 1:02:42 h, obwohl er aufgrund seiner Unerfahrenheit den Startschuss versäumte und deshalb mit einem Rückstand von 100 m ins Rennen ging. Bei diesem Rennen lernte er den Manager Ian Ladbrooke kennen, der ihn in den nächsten Jahren betreute. Einen Monat später gewann er die 25 km von Berlin in 1:14:08 h.
Er wurde für die Straßenlauf-Weltmeisterschaften in Debrecen (20 km) nominiert, bei der er auf den 26. Platz kam.
2007 wurde er beim RAK-Halbmarathon in 59:13 min Zweiter hinter Samuel Kamau Wanjiru, der mit 58:53 min einen Weltrekord aufstellte. Danach siegte er beim Berliner Halbmarathon in 58:56 min und etablierte sich damit hinter Wanjiru und Haile Gebrselassie als der bislang drittschnellste Läufer auf der Halbmarathon-Distanz. Kurz darauf gewann er den Würzburger Residenzlauf und siegte erneut bei den 25 km von Berlin, verpasste aber wegen der heißen Witterung mit einer Zeit von 1:14:23 h den angepeilten Weltrekord. Nach einem zweiten Platz beim Rotterdam-Halbmarathon in 59:19 min wurde er bei den Straßenlauf-Weltmeisterschaften in Udine über die Halbmarathon-Distanz ebenfalls Zweiter in 59:02 min und holte mit der kenianischen Mannschaft Gold.
2008 gewann er den RAK-Halbmarathon in 59:35 min und den CPC Loop Den Haag in 1:00:08 h, wiederholte seinen Sieg beim Berliner Halbmarathon mit einer Zeit von genau einer Stunde und triumphierte beim Rotterdam-Halbmarathon in 59:29 min. Zum Saisonabschluss errang er erneut Einzel-Silber und Team-Gold bei den Halbmarathon-Weltmeisterschaften in Rio de Janeiro.
2009 siegte er erneut beim RAK-Halbmarathon und schob sich mit seiner Zeit von 58:52 min auf Platz zwei der ewigen Bestenliste im Halbmarathon. Anschließend gab er beim Rotterdam-Marathon sein Debüt auf der Marathondistanz und belegte in 2:06:14 h den vierten Rang.
Im Jahr darauf gewann er zum zweiten Mal den Den Haager CPC Loop. Beim Rotterdam-Marathon siegte er mit der Weltjahresbestzeit von 2:04:48 h und beim Berlin-Marathon in strömendem Regen mit 2:05:08 h.

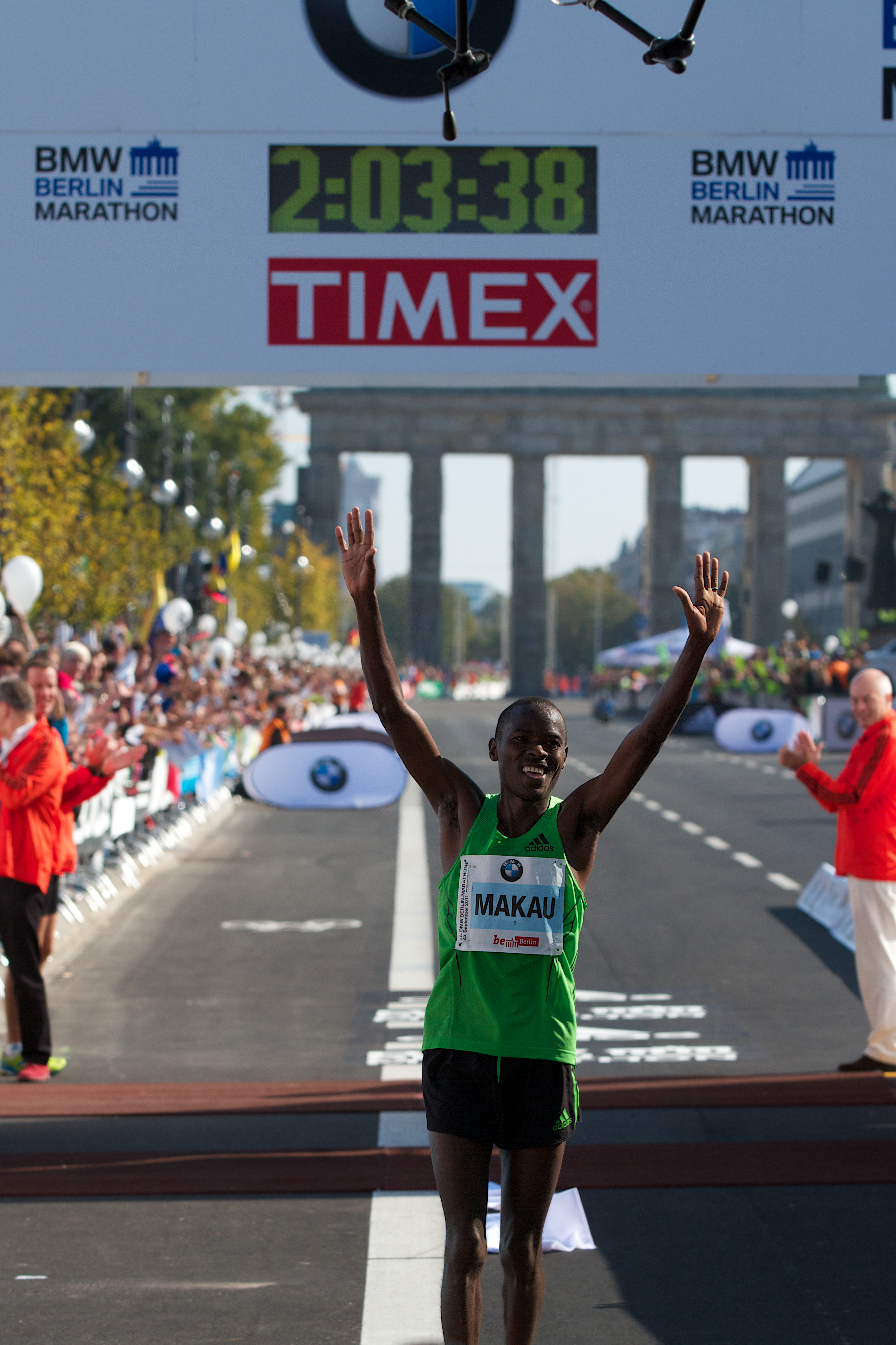
Zieleinlauf von Patrick Makau Musyoki beim Berlin-Marathon 2011

2011 wurde er Dritter beim London-Marathon. Beim Berlin-Marathon trat er gegen den Weltrekordhalter Haile Gebrselassie an, den er nach einer Tempoverschärfung bei km 27 hinter sich ließ. Während der Äthiopier bald danach das Rennen vorzeitig beenden musste, verbesserte Musyoki dessen alte Rekordmarke um 21 Sekunden auf 2:03:38 h.
Am 28. Oktober 2012 gewann er mit einer Zeit von 2:06:12 h den BMW-Marathon in Frankfurt am Main. Er setzte sich dabei acht Minuten vor dem Zieleinlauf an die Spitze des Feldes und blieb deutlich über seiner Rekordzeit aus 2011.
2014 und 2015 siegte er beim Fukuoka-Marathon in fast identischen Zeiten von 2:08:22 h und 2:08:18 h. 2016 nahm er erneut teil und wurde dieses Mal hinter dem Äthiopier Yemane Tsegay in einer Zeit von 2:08:57 h Zweiter.
Im September 2018 erklärte Makau aufgrund anhaltender Patellasehnenprobleme seinen Rücktritt vom aktiven Leistungssport.
Patrick Makau Musyoki lebt zusammen mit seiner Frau, einer Tochter und zwei Söhnen in Ngong. Er wird von dem Manager Zane Branson für Posso Sports betreut.
Das Geld, das er mit seinen sportlichen Erfolgen verdient, investierte er in Appartementhäuser in Nairobi; außerdem ist er als Landwirt und Unternehmer tätig. Das Geld für den ersten Flug nach Europa lieh ihm seinerzeit seine Läuferkollegin Catherine, die er drei Jahre später heiratete.

## Persönliche Bestzeiten
- Halbmarathon: 58:52 min, 20. Februar 2009, Ras Al Khaimah
- Marathon: 2:03:38 h, 25. September 2011, Berlin